# ドイツ共産党 (DKP)
ドイツ共産党（ドイツ語: Deutsche Kommunistische Partei）は、ドイツの共産主義、マルクス・レーニン主義政党。略称はDKP（デーカーペー）。

## 概要

### 党の結成
ドイツ連邦共和国（当時は西ドイツ）では1956年に連邦憲法裁判所の判決によってドイツ共産党（KPD=カーペーデー、ドイツ語: Kommunistische Partei Deutschlands）の活動が禁止されていたが、デタント（米ソデタント、のちの東方外交や東西ドイツ基本条約に結びつく）の波のなかでソ連邦やドイツ民主共和国（東ドイツ）はハルシュタイン原則の破棄などと並び、この禁止措置の撤回を求めていた。これに対し、当時のクルト・ゲオルク・キージンガーを首相、ヴィリー・ブラントを副首相兼外相とする大連立政権で社会民主党に所属するリベラル派の法相として知られていたグスタフ・ハイネマン（のち大統領となる）は、禁止措置の撤回そのものは拒んだものの、代わりに新しい別の共産主義政党を認可する方針を打ち出した。こうして1968年9月に改めて合法政党として結成されたのが、このドイツ共産党（DKP、略称の「D」の位置が異なる）である。

### 低迷
しかし結成は許可されたものの、西ドイツにおいては党勢は全く振るわず、西ドイツ連邦議会の選挙における得票は0.3%にも満たず、5%阻止条項には遠く及ばなかった。また州レベルの選挙でも1971年にハンブルク市（州と同格）で3.1%を獲得したのが最高記録で、他に1970年にザールラント州で2.7%、1974年にブレーメン州で2.2%を獲得したことが目立つものの、全ての州議会議員選挙で5%阻止条項に及ばなかった。1970年代後半以降は党の活動そのものが低調となり、1980年代以降は連邦・各州いずれのレベルでも候補者の擁立自体が満足に行えない状態となった。ただし自治体レベルでは議席を獲得したことがあり、特に旧西ドイツ地域・ヘッセン州のラインハイム（そのなかでもユーベラウ地区）に現在も強い地盤を持つ。
また党は財政面で東ドイツの支配政党であったドイツ社会主義統一党（SED、事実上は東ドイツの共産党）からの支援に依存しており、SEDの西ドイツにおける友党もしくは代弁者的な存在だった。これらの理由で、連邦憲法擁護庁の監視を受けてきた。なお西ベルリンにはDKPの支部は存在しなかったが、代わりにSEDの西ベルリン支部を起源とする「西ベルリン社会主義統一党」が存在していた。

### ドイツ再統一後
ドイツ再統一ののちはSEDからの支援も当然ながら打ち切られ、もっとも多かった時期で4万人を超えた党員の9割以上がSEDの後継政党である民主社会党に移った。以後はほとんど泡沫政党と化し、またこの党を極左とする連邦憲法擁護庁の監視も継続しているが、党は存続している。一方で、民主社会党への移行をよしとしない旧SED党員の一部がこの党に流入している。
2008年のニーダーザクセン州議会選挙では党員のクリステル・ウェーグナー（de）が民主社会党を引き継いだ左翼党の名簿に名前を連ね、当選した。しかし、彼女は当選直後にベルリンの壁再建や旧東ドイツの秘密警察シュタージ、東ドイツの独裁者だったエーリッヒ・ホーネッカー夫人のマルゴット・ホーネッカーへの支持などを主張、事態を懸念した左翼党の全国指導部により、同党の州議会会派から除籍された。また2011年のバーデン＝ヴュルテンベルク州議会議員選挙では全州でわずか104票しか獲得できないなど、党勢の伸び悩みは現在も続いている。